# Bataille de Marj as-Suffar
Invasions mongoles en Syrie
La bataille de Marj as-Suffar, مرج الصُفر, le pré jaune, appelée aussi bataille de Chaqhab (en arabe : Šaqḥab, شقحب) est le dernier affrontement des Mongols il-khanides avec les Mamelouks Bahrites en Syrie (20 au 22 avril 1303). Par la suite les Mongols ne refranchissent plus l’Euphrate.

## Prémices
Les Mongols ilkhanides et les Mamelouks d’Égypte s’étaient déjà affrontés plusieurs fois entre 1260 et 1300. Les Mamelouks avaient remporté la plupart des batailles, à Ayn Galut en 1260, la plus connue, mais aussi à Homs (1261), Abulustayn (1277) et Wadi I-Hazindar (1299). Après cette dernière bataille, les Mongols ont occupé une partie de la Syrie pendant quelques mois.
Fin 1299, l’il-khan Ghazan a fait une première campagne en Syrie. Cette campagne s’est terminée par une victoire à la bataille de Wadi al-Khazandar qui s’est terminée par une victoire de Ghazan sur An-Nâsir Muhammad. Après cette bataille, une armée de renforts forte de 5 000 hommes venant d’Anatolie arrive avec le roi de Cilicie Héthoum II qui a retrouvé la vue après avoir été aveuglé lors de sa captivité. Le sultan An-Nâsir Muhammad arrive dans Homs au coucher du soleil, les habitants lui demandent que faire, il leur répond de se sauver comme ils le pourront. An-Nâsir Muhammad repart vers Le Caire. Le gouverneur de Homs vient apporter à Ghazan les clefs de la ville qui renferme les trésors du sultan. Ghazan distribue ces richesses à ses officiers et revêt plusieurs des robes du sultan. Il passe deux jours à Homs et se dirige ensuite vers Damas.
En janvier 1300, Damas se rend à Ghazan sans combat. Le 4 février Ghazan ayant reçu le tribut des villes conquises, repart vers ses états et franchit l’Euphrate le 16. Ghazan laisse cependant derrière lui un contingent, dont l’émir Chupan fait partie, sous le commandement de Qutlugh Châh pour tenir les territoires conquis. Chupan commande l’avant garde de l’armée pendant la vaine campagne de 1300. Pour cette nouvelle campagne Ghazan fait appel aux Francs (les Chrétiens en général). Il leur donne rendez-vous à Antioche. Au mois de novembre, Amaury de Lusignan vient avec 300 chevaliers accompagné de chevaliers du Temple et de l’Hopital au moins aussi nombreux. L’hiver particulièrement rigoureux empêche Ghazan de venir au rendez-vous qu’il a fixé. Au mois de février, Qutlugh Châh arrive enfin avec 60 000 hommes. Il part vers Alep puis Homs et revient sans rien faire de plus.

## La campagne de 1303

Tajet des campagnes mongoles de 1300 à 1303. Emplacement de la bataille de Wadi al-Khazandar (3 rd Homs, victoire mongole en décembre 1299). Emplacement de la bataille de Marj as-Suffar.

Ghazan traverse l’Euphrate à Hilla. Le 30 janvier 1303, il visite le tombeau de Husayn à Kerbala et fait des aumônes aux habitants de ce lieu saint des chiites. Il longe ensuite le fleuve vers le nord. Il laisse en route ses femmes et sa suite leur ordonnant de l’attendre à Sinjâr. Il arrive le 18 mars à Al-Rahba. Le surlendemain, il envoie trois messagers porteurs d’une lettre de sommation au gouverneur qui s’est retranché dans la citadelle avec les habitants de la ville. Selon les historiens, les habitants de la citadelle demandent un délai pour donner leur réponse et le lendemain, annoncent leur reddition ; ou le gouverneur donne la promesse de faire sa reddition quand les Mongols auront conquis toute la Syrie. Ghazan apprend alors que Qutlugh Châh, Chupan et Mulay ont traversé l’Euphrate à Raqqa et viennent d’arriver à Alep. Ghazan s’arrête à Deir ez-Zor envoie les troupes qui l’accompagnent rejoindre le gros de l’armée. Il retraverse l’Euphrate et va retrouver sa suite à Sinjâr. Selon d’autres sources, il retourne en Iran, probablement pour défendre son empire d’une attaque de Qaidu. L’armée défendant la Syrie comportait quelques Mamelouks, les forces des émirs, renforcées de nomades Bédouins, Turcomans et Kurdes. Leurs instructions sont de ralentir les Mongols et d’attendre l’arrivée de l’armée d’Égypte.
Le 8 mars, la nouvelle de l’entrée en guerre des Mongols parvient au Caire : aussitôt, 3000 mamelouks partent du Caire pour renforcer l’armée en Syrie, et la mobilisation de tous les mamelouks d’Égypte est décrétée. L’armée syrienne, composée de ces renforts, des forces des émirs et des nomades, s’avance à la rencontre de l’armée mongole, qu’elle approche sans être reconnue ; quand les Mongols se rendent compte du danger, ils abandonnent leurs prisonniers Turcomans et le bétail pris en butin, espérant que les Mamelouks vont s’attarder, ce qu’ils ne font pas, et profitent de la surprise pour battre les Mongols dans ce premier engagement, près d’Urd.
L’ex-sultan mamelouk Kitbugha, devenu gouverneur de Hama à la tête d’un régiment de Géorgiens attaque le détachement mongol se trouvant à Arz. Il libère 6 000 prisonniers turcs des deux sexes (31 mars 1303). Lorsque Qutlugh Châh s’approche de Hama, Kitbugha se replie sur Damas. Il quitte la ville et rejoint le gros des armées égyptiennes commandées par le sultan An-Nâsir, sur les hauteurs (18 avril). An-Nâsir était parti du Caire accompagné du calife Al-Mustakfi Ier le 23 mars. Il campe devant Damas le vendredi 19 avril premier jour du mois de ramadan. La population de la ville est terrifiée d’être restée sans défense. Le samedi, la population s’attendait à une bataille dans les rues de Damas, mais l’armée mongole contourne Damas et se dirige vers Al-Kiswa. Arrivés à Al-Kiswa, les Mongols s’arrêtent.

## La bataille
Les effectifs de l’armée mongole sont estimés à au moins 50 000 hommes ; il est possible que, ayant fait un effort particulier de mobilisation, les Mongols aient pu aligner 70 à 80 000 hommes. Elle comprend en outre deux corps auxiliaires d’Arméniens et de Géorgiens sous les ordres de Qutlugh Châh. De son côté le sultan An-Nâsir met ses troupes en ordre de bataille dans une plaine verdoyante appelée Marj as-Suffar. Il se place au centre avec le calife Al-Mustakfi et l’émir Sayf ad-Dîn Salâr, Baybars al-Jashankir et d’autres chefs dont le gouverneur de Damas. À l’aile droite les troupes de Hama et les Arabes, à gauche les troupes d’Alep et de Tripoli. An-Nâsir dit aux Mamelouks de sa garde : « Vous tuerez qui vous verrez fuir et à vous sa dépouille. » Bien qu’on ne connaisse pas leurs effectifs, les Mamelouks sont en infériorité numérique et ne prennent pas l’initiative de l’offensive.
Au début de la bataille, l’armée mamelouk s’est positionnée sur l’emplacement qu’elle considérait comme le plus favorable, entre une montagne et un grand lac : flanquée ainsi, elle évitait d’être tournée par la cavalerie mongole.
La bataille commence le samedi en milieu de journée par une charge de Qutlugh Châh sur la droite des Égyptiens qui perdent environ 1 000 hommes. Malgré le choc, la discipline et l’entraînement au combat des Mamelouks leur permettent de résister. Démontrant une grande cohésion et une bonne coordination, les corps du centre et de l’aile gauche viennent à son secours. Sayf ad-Dîn Salâr et Baybars al-Jashankir amènent les autres généraux à suivre leur exemple et parviennent à faire reculer Qutlugh Châh qui est alors secouru par l’émir Chupan. Selon certains auteurs contemporains, la plus grande partie de l’aile droite égyptienne lâche prise. Les troupes qui sont restées en arrière croient la bataille perdue et abandonnent les bagages du sultan qui sont pillés. Certains auteurs indiquent que le combat s’arrête et Qutlugh Châh se retire avec ses troupes sur la montagne. Mulay qui revient de sa poursuite de l’aile droite mamelouke, ramène des prisonniers qui apprennent à Qutlugh Châh la présence du sultan An-Nâsir et du calife Al-Mustakfi. Mulay ne prévoyant rien de bon pour le lendemain part avec sa division après le coucher du soleil. D’autres auteurs affirment au contraire que c’est le soutien puis la contre-attaque du reste de l’armée mamelouke qui contraint les Mongols à reculer ; selon Berriah, cela est plus plausible, car il est rare qu’une armée qui met en déroute son adversaire se retire du champ de bataille.
Toujours est-il qu’au coucher du soleil les Mongols se replient sur la montagne Gabagib et les armées égyptiennes cernent la montagne. Un prisonnier mamelouk parvenu à s’échapper informe An-Nâsir que l’armée mongole souffre de la soif et de la faim. Le lendemain, les Mongols font une tentative d’assaut pour briser l’encerclement, qui échoue : les Mamelouks les contraignent à se retirer à nouveau sur la montagne. Le lendemain, le sultan fait ouvrir un passage aux assiégés afin de les détruire plus aisément (tactique de la fausse ouverture). Les Mongols passent par cet intervalle d’abord une division commandée par Chupan puis le centre où se trouvait Qutlugh Châh enfin un troisième corps. Certains récits indiquent que les Mongols se seraient noyés dans une rivière, mais il n’en existe pas d’assez grande à proximité. Par contre, le printemps avait été pluvieux, et il est fort possible que le sultan ait laissé une ouverture qui conduisait l’armée mongole, épuisée par deux jours de combats infructueux, assoiffée et affamée, dans un endroit marécageux où elle ne pourrait évoluer à son avantage. Des chevaux enfoncent dans le terrain marécageux. Une fois l’armée mongole embourbée, les Mamelouks chargent et la disloquent.,. Une fois l’armée mongole en déroute, ils poursuivent ses éléments épars jusqu’à l’Euphrate. D’autres se perdent dans le désert, trompés par les Bédouins ; d’autres encore sont massacrés par les habitants de Damas. Le plus grand nombre des Mongols meurt dans la bataille et dans la poursuite

## Après la bataille
Le lendemain, An-Nâsir envoie des troupes sur les traces des Mongols. Les chevaux des fuyards étaient épuisés de fatigue. Ils jettent leurs armes et se laissent tuer. Beaucoup périssent des mains des valets de l’armée qui amassant un grand butin Des bandes de fuyards trompés par leurs guides bédouins sont abandonnés au milieu du désert où ils meurent de soif. D’autres sont conduits jusqu’à la Ghûta de Damas et tués par la populace. Le lundi An-Nâsir quitte le champ de bataille et passe la nuit à Al-Kiswa. Des pigeons sont envoyés pour porter la nouvelle de la victoire à Gaza. L’ordre est donné d’arrêter les fuyards et de les empêcher d’entrer en Égypte, et de rechercher tous ceux qui ont participé au pillage du trésor du sultan. Le matin du mardi 23 avril 1303, An-Nâsir entre dans Damas et est accueilli en sauveur. L’un des émirs d’Alep qui s’était enfui au cours de la bataille est repris. Il est cloué sur un chameau et promené dans Damas. Le Gouverneur de Gaza pend les fuyards et récupère la plus grande partie du trésor qui a été pillé. An-Nâsir part de Damas le 21 mai et rentre triomphalement au Caire. Son cortège est précédé de 1 600 prisonniers enchaînés portant chacun la tête d’un cadavre pendue à son cou et de 1 000 têtes de mongols fichées sur des lances. Qutlugh Châh est puni de quatre-vingt-sept coups de fouet. Chupan qui a soutenu le moral des troupes pendant la retraite reçoit trois coups de fouet pour sauver les apparences.
Gazan arrive à Tabriz le 8 septembre et donne ses ordres pour les préparatifs d’une nouvelle expédition en Syrie. Il avait récemment sollicité les souverains de la Chrétienté de venir intervenir en Syrie. Des individus qui se disent ses messagers arrivent à Paris en 1303 pour renouveler au roi de France Philippe le Bel ses propositions d’alliance et l’assurer qu’il est disposé se convertir au Christianisme. Le roi d’Angleterre Édouard Ier reçoit une lettre de Ghazan par celui même qui avait été chargé de la même mission par Arghoun quatorze ans auparavant. Quelques jours plus tard, Ghazan est attaqué d’une ophtalmie. Pour le guérir des médecins chinois lui firent des scarifications en deux endroits du corps. Le 31 octobre il prend la route d’Ujan mais la douleur que lui font les séquelles de l’opération subie l’empêchent de monter à cheval. En cours de route, il donne à Qutlugh Châh le commandement de la frontière de l’Arran. Il a l’intention de se rendre à Bagdad mais les chemins sont devenus impraticables. Il décide de passer l’hiver au bord la rivière Hûlân mûrân (Sefid Rûd).
Ghazan quitte sa retraite partit à la fin de mars 1305, il prend la route vers Ray où il retombe malade. Il fait son testament où il désigne son frère Oldjaïtou comme successeur. Il décède le dimanche 17 mai 1304.